# Hermogenes Bautista
Hermogenes Bautista (ur. 19 kwietnia 1866, zm. 17 października 1917) – filipiński wojskowy.

## Życiorys
Urodził się w wielodzietnej rodzinie, jako piąte z dwanaściorga dzieci Isidora Bautisty oraz Ines de los Santos. Pochodził z Marikiny. Jego ojciec był pracownikiem hacjendy Tuazon, matka natomiast zajmowała się prowadzeniem sklepu. Podjął naukę w szkole w Marikinie, po jakimś czasie porzucił wszakże formalną edukację i zaczął pracować. Został stangretem, przewoził pasażerów na trasach między Marikiną, San Mateo oraz Pasig. Wstąpił następnie w szeregi kolonialnej armii hiszpańskiej, przez trzy lata walczył z ludnością muzułmańską. Po zakończeniu służby wojskowej powrócił do Manili, gdzie wkrótce później został aresztowany. Przyczyną jego problemów z prawem był incydent podczas którego stanął w obronie pewnej Filipinki, kobiety pochodzącej z Balintawak. Po wyjściu na wolność wstąpił do hiszpańskiej Guardia Civil, co wiązało się dlań również ze zmianą miejsca zamieszkania. Pracę w tej jednostce zakończył krótko przed wybuchem rewolucji filipińskiej, w marcu 1896.
Włączył się w działalność niepodległościową, stał za powołaniem oddziału Katipunanu w rodzinnej Marikinie. Była to tajna, wzorowana na wolnomularstwie organizacja, której celem było wyzwolenie Filipin spod panowania hiszpańskiego. Szybko awansował w jej strukturach, otrzymując stopień generalski w rewolucyjnych siłach zbrojnych.  Nie był przy tym jedynym wyjątkowo młodym dowódcą wysokiego szczebla znanym z tego konfliktu. Młodszy od niego w chwili awansu był na przykład poległy w 1899 Gregorio del Pilar, a także mający chińskie pochodzenie Manuel Tinio. Bezpośrednio po rozpoczęciu działań zbrojnych członkowie Katipunanu z Marikiny wybrali go na dowódcę lokalnych sił filipińskich. Bautista połączył następnie podległe sobie oddziały z tymi dowodzonymi przez najwyższego przywódcę rewolucji, Andrésa Bonifacio, by wraz z nim zaatakować San Mateo.
Po zakończeniu działań wojennych w zasadzie wycofał się z życia publicznego. Zajął się sprzedażą koni sprowadzanych z Laguny oraz Batangas. Prowadził gospodarstwo rolne. Otworzył także zakład składujący oraz wynajmujący pojazdy konne. Poślubił Cornelię Eustaquio, która przejęła prowadzenie przedsiębiorstwa po jego śmierci. Trzej bracia Bautisty również zaangażowani byli w aktywność niepodległościową.